# Preztige
Preztige (en ruso: Преzтиж) es una banda de música estilo hard rock con trompeta, trombón y sintetizadores, de San Petersburgo, Rusia.

## Historia
Preztige se formó a mediados de 2008. Es una combinación de músicos de dos bandas, Spitfire y Kirpichi.
El material es una mezcla de hardcore punk, con adiciones de distintos tipos de música pop y reggae.

## Discografía
- Preztige - EP 2009
- Preztige - 2009

## Miembros
- Román Parygin - voz, trompeta, texto.
- Vladislav Aleksandrov - trombón, voz de apoyo.
- Dmitry Kezhvatov - guitarra
- Ilya Rogachevsky - teclado
- Román Nebelev - bajo
- Vadim Latishev - batería